# Rhigioglossa munroi
Rhigioglossa munroi är en tvåvingeart som beskrevs av Chainey 1987. Rhigioglossa munroi ingår i släktet Rhigioglossa och familjen bromsar. Inga underarter finns listade i Catalogue of Life.